# Mesogenea excavata
Mesogenea excavata là một loài bướm đêm trong họ Noctuidae.